# Arifat
Arifat – miejscowość i gmina we Francji, w regionie Oksytania, w departamencie Tarn.
Według danych na rok 1990 gminę zamieszkiwało 171 osób, a gęstość zaludnienia wynosiła 8 osób/km² (wśród 3020 gmin regionu Midi-Pireneje Arifat plasuje się na 892. miejscu pod względem liczby ludności, natomiast pod względem powierzchni na miejscu 517.).